# Sunwook Kim
Sunwook Kim (nacido el 22 de abril de 1988 en Seúl) es un destacado pianista clásico de Corea.

## Carrera
Su nombre hizo eco en el mundo de la música cuando, a los 18 años, Sunwook Kim ganó en 2006 el Concurso Internacional de Piano de Leeds, evento que se realiza cada tres años en la ciudad de Inglaterra. Con la interpretación del Concierto para piano y orquesta N.º 1, de Johannes Brahms, este joven causó revuelo. Comenzó a llenar su agenda de conciertos con las más importantes orquestas del mundo. Fascinó por su técnica y su jovialidad.
Sunwook Kim ganó en 2005 el Concurso Internacional de Piano Clara Haskil. 
Sunwook Kim se graduó en la Universidad de las Artes de Corea del Sur en 2008 y luego terminó una maestría en dirección orquestal en la Academia Real de Música de Londres. Se ha presentado como solista en la Orquesta Filarmónica de Helsinki, la Orquesta Sinfónica de Radio Berlín, la Orquesta Filarmónica de Londres, la Orquesta Philharmonia, la Orquesta Filarmónica de Radio France, la Orquesta Real del Concertgebouw, la Filarmónica de Tokio, la Orquesta Filarmónica de la BBC, entre otras.